# PFAS

PFOS, un esempio di PFAS

I PFAS (acronimo di Per- and polyfluoroalkyl Substances, in italiano sostanze alchiliche perfluorurate e polifluorurate, o sostanze perfluoroalchiliche e polifluoroalchiliche) sono un gruppo di fluoruri alchilici dotati di proprietà tensioattive. Sono noti anche come forever chemicals.
I PFAS sono entrati in uso con l'invenzione del Teflon nel 1938 per realizzare rivestimenti e prodotti in fluoropolimero resistenti al calore, all'olio, alle macchie, al grasso e all'acqua. Ora sono utilizzati in prodotti come tessuti impermeabili tra cui il nylon, pantaloni da yoga, tappeti, shampoo, prodotti per l'igiene femminile, schermi di telefoni cellulari, vernice, mobili, adesivi, imballaggi alimentari, schiuma antincendio e isolamento di cavi elettrici. I PFAS sono utilizzati anche dall'industria cosmetica in molti prodotti cosmetici e per la cura della persona, tra cui rossetto, eye liner, mascara, fondotinta, correttore, balsamo per labbra, fard e smalto per unghie.
Molti PFAS come PFOS e PFOA sollevano preoccupazioni per la salute e l'ambiente perché sono inquinanti organici persistenti; sono stati definiti forever chemicals ("sostanze chimiche eterne") in un articolo del Washington Post nel 2018. Alcuni hanno emivita di oltre otto anni nel corpo umano, a causa del legame carbonio-fluoro, uno dei più forti nella chimica organica. Si muovono attraverso i terreni e si bioaccumulano nei pesci e nella fauna selvatica, che vengono poi mangiati dagli esseri umani. I residui si trovano ora comunemente nella pioggia, nell'acqua potabile e nelle acque reflue. Poiché i composti PFAS sono altamente mobili, vengono facilmente assorbiti attraverso la pelle umana e attraverso i dotti lacrimali, e tali prodotti sulle labbra vengono spesso ingeriti inconsapevolmente. A causa dell’elevato numero di PFAS, è difficile studiare e valutare i potenziali rischi per la salute umana e per l'ambiente; sono necessarie ulteriori ricerche, che sono in corso.
L'esposizione ai PFAS, alcuni dei quali sono stati classificati come cancerogeni e/o come interferenti endocrini, è stata collegata a tumori come quello ai reni, alla prostata e ai testicoli, alla colite ulcerosa, alle malattie della tiroide, a una ridotta immunità, a una ridotta fertilità, a disturbi ipertensivi in gravidanza, a una ridotta crescita del neonato e del feto e a problemi di sviluppo nei bambini, all'obesità, alla dislipidemia (colesterolo anormalmente alto) e a tassi più elevati di interferenza ormonale.
L'uso dei PFAS è regolamentato a livello internazionale dalla Convenzione di Stoccolma sugli inquinanti organici persistenti dal 2009, con alcune giurisdizioni, come la Cina e l'Unione Europea, che pianificano ulteriori riduzioni ed eliminazioni graduali. Tuttavia, grandi produttori e utilizzatori come gli Stati Uniti, Israele e la Malesia non hanno ratificato l'accordo e l'industria chimica ha fatto pressioni sui governi affinché riducessero le normative o ha trasferito la produzione in paesi come la Thailandia, dove la regolamentazione è minore.
Si stima che il mercato dei PFAS sia pari a 28 miliardi di dollari nel 2023 e la maggior parte è prodotta da 12 aziende: 3M, Asahi Glass, Archroma, Arkema, BASF, Bayer, Chemours, Daikin, Honeywell, Merck, Shandong Dongyue Chemical e Solvay. Le vendite di PFAS, che costano circa 20 dollari al chilogrammo, generano un profitto totale del settore di 4 miliardi di dollari all'anno con margini di profitto del 16%. A causa delle preoccupazioni per la salute, diverse aziende hanno terminato o pianificano di terminare la vendita di PFAS o di prodotti che li contengono. I produttori di PFAS hanno pagato miliardi di dollari per risolvere controversie legali, la più grande delle quali è stata un accordo da 10,3 miliardi di dollari pagato da 3M per contaminazione dell'acqua nel 2023. Studi hanno dimostrato che le aziende erano a conoscenza dei pericoli per la salute fin dagli anni '70: DuPont e 3M sapevano che i PFAS erano "altamente tossici se inalati e moderatamente tossici se ingeriti".
I costi esterni, compresi quelli associati alla bonifica dei PFAS dalla contaminazione del suolo e dell’acqua, al trattamento delle malattie correlate e al monitoraggio dell’inquinamento da PFAS, possono arrivare fino a 17,5 bilioni di dollari all'anno, secondo il ChemSec. Il Consiglio nordico dei ministri ha stimato che i costi sanitari ammontano ad almeno 52-84 miliardi di euro nello Spazio economico europeo. Negli Stati Uniti i costi delle malattie attribuibili ai PFAS sono stimati tra 6 e 62 miliardi di dollari. Nel gennaio 2025 è stato stimato che il costo della bonifica dell’inquinamento tossico da PFAS nel Regno Unito e in Europa potrebbe essere maggiore di 1,6 bilioni di sterline nei successivi 20 anni, con una media di 84 miliardi di sterline all'anno.

## Classificazione
Secondo l'OCSE, sono noti almeno 4 730 PFAS distinti con almeno tre atomi di carbonio perfluorurati. Un database sulla tossicità dell'Agenzia statunitense per la protezione dell'ambiente (EPA), DSSTox, elenca 14 735 PFAS; PubChem addirittura circa 6 milioni.
Alcuni esempi:
- PFOA: acido perfluoroottanoico
- PFOS: perfluoroottansolfonato
- PFBA: acido perfluorobutanoico
- PfHxA: acido perfluoroesanoico
- PFBS: acido perfluorobutan-solfonico
- PFNA: Perfluorononanoato di ammonio
- C6O4: ammonio ((2,2,4,5-tetrafluoro-5-(trifluorometossi)-1,3-diossolan-4-il)ossi) difluoro acetato
- GenX: 2,3,3,3-tetrafluoro-2-(eptafluoropropossi)-propanoato di ammonio
- Cl-PFPE-CA: cloro-perfluoropolietere carbossilato
- PTFE: politetrafluoroetilene, dei quali il primo ideato e più noto è il Teflon AF.

## Caratteristiche
I PFAS conferiscono alle superfici idrofobicità e oleorepellenza. Vengono utilizzati per questo su molti materiali tra cui tessuti, tappeti e pellami, carta.
Sono usati come coadiuvanti tecnologici nella produzione di fluoropolimeri.
I PFAS sono stabili chimicamente e termicamente. Ciò causa la loro persistenza ambientale e la possibilità di accumularsi negli organismi, nei quali permangono per periodi prolungati.
Alcuni tipi di PFAS, tra cui PFOA e GenX, possono essere distrutti riscaldandoli in dimetilsolfossido con idrossido di sodio.

Essi possono, secondo alcune ricerche, avere effetto sull'accumulo di acidi grassi e sull'indebolimento del sistema immunitario.

Effetti del PFAS sulla salute umana

Una ricerca del 2024 eseguita su 78 giovani di età compresa tra i 18 e i 22 anni ha collegato l'esposizione ai PFAS ad alterazioni del microbioma intestinale, ad una riduzione dei metaboliti antinfiammatori e dei batteri che li producono, nonché in un aumento dei metaboliti infiammatori nei soggetti più esposti. Ciò è stato a sua volta associato a una riduzione del 50% della funzionalità renale.